# Новдег (Хурґам)
Новдег (перс. نوده) — село в Ірані, у дегестані Хурґам, у бахші Хурґам, шагрестані Рудбар остану Ґілян. За даними перепису 2006 року, його населення становило 725 осіб, що проживали у складі 215 сімей.

## Клімат
Середня річна температура становить 10,80 °C, середня максимальна – 26,00 °C, а середня мінімальна – -5,59 °C. Середня річна кількість опадів – 399 мм.
| Клімат поселення                              | Клімат поселення | Клімат поселення | Клімат поселення | Клімат поселення | Клімат поселення | Клімат поселення | Клімат поселення | Клімат поселення | Клімат поселення | Клімат поселення | Клімат поселення | Клімат поселення | Клімат поселення |
| Показник                                      | Січ.             | Лют.             | Бер.             | Квіт.            | Трав.            | Черв.            | Лип.             | Серп.            | Вер.             | Жовт.            | Лист.            | Груд.            |                  |
| Середній максимум, °C                         | 6,02             | 6,54             | 9,59             | 14,88            | 19,59            | 24,08            | 25,98            | 26,00            | 23,22            | 18,90            | 12,80            | 7,99             |                  |
| Середня температура, °C                       | 0,22             | 0,73             | 3,77             | 9,07             | 13,77            | 18,27            | 20,80            | 20,82            | 18,05            | 13,73            | 7,62             | 2,82             |                  |
| Середній мінімум, °C                          | −5,59            | −5,08            | −2,04            | 3,24             | 7,95             | 12,46            | 15,63            | 15,65            | 12,86            | 8,55             | 2,45             | −2,36            |                  |
| Норма опадів, мм                              | 35               | 37               | 62               | 53               | 35               | 12               | 12               | 11               | 16               | 35               | 42               | 49               |                  |
| Середньомісячна швидкість вітру, м/с          | 2.00             | 2.44             | 2.66             | 2.87             | 2.38             | 2.26             | 2.14             | 2.00             | 1.90             | 1.80             | 2.14             | 1.86             |                  |
| Середньомісячна сонячна радіація, кДж/м²·день | 7575             | 9998             | 12491            | 16607            | 20522            | 23199            | 23123            | 20196            | 17102            | 12333            | 9268             | 7253             |                  |
| --------------------------------------------- | ---------------- | ---------------- | ---------------- | ---------------- | ---------------- | ---------------- | ---------------- | ---------------- | ---------------- | ---------------- | ---------------- | ---------------- | ---------------- |
| Джерело:                                      |                  |                  |                  |                  |                  |                  |                  |                  |                  |                  |                  |                  |                  |